# Ronde van Madrid
De Ronde van Madrid (Vuelta a la Comunidad de Madrid) is een etappewedstrijd in en rond Madrid. Vanaf 1983 tot 2004 was het een amateurkoers. Hij werd in 2005 opgenomen in de UCI Europe Tour in de categorie 2.2, verhoogd naar 2.1 in 2008. In 2013 werd de koers als een eendaagse wedstrijd in de categorie 1.1. verreden.

## Lijst van winnaars

### Meervoudige winnaars
| Overwinningen | Renner        | Land   | Jaren      |
| ------------- | ------------- | ------ | ---------- |
| 2             | Javier Díaz   | Spanje | 1992, 1993 |
| 2             | David Plaza   | Spanje | 1991, 1994 |
| 2             | Antonio López | Spanje | 2003, 2004 |

### Overwinningen per land
| Overwinningen | Land                |
| ------------- | ------------------- |
| 25            | Spanje              |
| 3             | Rusland             |
| 2             | Portugal            |
| 1             | Frankrijk, Oekraïne |

1983 · 1984 · 1985 · 1986 · 1987 · 1988 · 1989 · 1990 · 1991 · 1992 · 1993 · 1994 · 1995 · 1996 · 1997 · 1998 · 1999 · 2000 · 2001 · 2002 · 2003 · 2004 · 2005 · 2006 · 2007 · 2008 · 2009 · 2010 · 2011 · 2012 · 2013 · 2014 · 2015 · 2016 · 2017 · 2018 · 2019